# Declieuxia coerulea
Declieuxia coerulea är en måreväxtart som beskrevs av George Gardner. Declieuxia coerulea ingår i släktet Declieuxia och familjen måreväxter. Inga underarter finns listade i Catalogue of Life.